# Kalwi & Remi
Kalwi & Remi este un duet polonez de muzică de club.

## Istoric
Duetul a fost format în a doua jumătate a anului 2003, în Poznan; fondatorii săi au fost prezentatorii de radio Krzysztof Kalwat (Kalwi) și Remigiusz Pośpiech (Remi). La sfârșitul anului, cei doi au lansat prima piesă, „Explosion”. Pe 27 iulie 2004, grupul a concertat la Viva Club Rotation în Leszno, în deschidere pentru DJ-ul Tiësto. Albumul de debut, intitulat Kalwi & Remi in the Mix Vol. 1, a fost lansat în anul 2005.
Primul disc single al duetului l-a constituit piesa „Explosion”, relansată în anul 2006. Aceasta a avut parte de succes atât în Polonia, cât și în alte clasamente europene. Videoclipul muyical a fost difuzat intens pe posturile de televiziune muzicale. Mai târziu în același an, duetul s-a prezentat în Ibiza, unde a început un parteneriat cu un alt duet, Blank & Jones. Timp de doi ani, cele două grupuri au susținut turnee muzicale în cluburi din toată lumea, inclusiv în Statele Unite, Marea Britanie sau Germania.
Următorul album de studio, Electro, a fost lansat în aprilie 2007 și a promovat o singură piesă „Made in USA”. Pe 4 august 2007, duetul a concertat pe scena spectacolului Stadium of Sound – unul dintre cele mai mari evenimente din trance din Polonia, susținul pe stadionul echipei de fotbal Lech Poznan. În același an, Kalwi & Remi și-au început propria emisiune de radio, Eska live Rmx, difuzată pe Radio Eska. De asemenea aceștia au prezentat emisiuni și la posturile de radio RMI FM și Kiss FM. La sfârșitul anului 2007, duetul a lansat albumul dublu 4Play.
În 2008, duetul a remixat piesa „Nie będę Julią” a formației poloneze de muzică rock Wanda i Banda. La începutul anului 2009, Kalwi & Remi au înregistrat piesa „Lips” în colaborare cu Gosia Andrzejewic.  Aceasta a fost prezentată la festivalul muzical de la Cannes, apărând și ca piesă bonus pe albumul Wojowniczka al lui Andrzejewic. În același an, Kalwi & Remi au înregistrat discurile single „Stop (Falling Down)” și „Find You”, care au avut parte de popularitate.
În 2010, duetul a participat cu piesa „Kiss” la concursul pentru cea mai bună înregistrare a verii la Bydgoszcz Hit Festiwal. Cei doi s-au clasat pe poziția a cincea, obținând 7,04% din numărul de voturi. În aprilie 2011, Kalwi & Remi au lansat un alt album de studio, Kiss Me Girl, promovat de discul single „Girls”.